# 特奧拉馬
特奧拉馬是哥倫比亞的城鎮，位於該國東北部，由北桑坦德省負責管轄，距離首府庫庫塔274公里，始建於1800年，面積852平方公里，海拔高度72米，2005年人口15,292。

## 外部連結
- （西班牙文）Government of Norte de Santander - Teorema

8°26′N 72°17′W / 8.433°N 72.283°W